# Алту-Парнаиба-Пиауиенси (микрорегион)

Алту-Парнаиба-Пиауиенси на карте.

Алту-Парнаиба-Пиауиенси (порт. Microrregião do Alto Parnaíba Piauiense) — микрорегион в Бразилии, входит в штат Пиауи. Составная часть мезорегиона Юго-запад штата Пиауи. Население составляет 43 606 человек (на 2010 год). Площадь — 25 485,215 км². Плотность населения — 1,71 чел./км².

## Демография
Согласно сведениям, собранным в ходе переписи 2010 г. Национальным институтом географии и статистики (IBGE), население микрорегиона составляет:
| Полное население                             | Полное население                             | Полное население                             | Полное население                             | 43 606 |
| -------------------------------------------- | -------------------------------------------- | -------------------------------------------- | -------------------------------------------- | ------ |
| в том числе:                                 | Городское население                          | 29 985                                       | Процент городского населения, %              | 68,76  |
|                                              | Сельское население                           | 13 621                                       | Процент сельского населения, %               | 31,24  |
|                                              | Мужское население                            | 22 105                                       | Процент мужского населения, %                | 50,69  |
|                                              | Женское население                            | 21 501                                       | Процент женского населения, %                | 49,31  |
| Плотность населения, чел/км²                 | Плотность населения, чел/км²                 | Плотность населения, чел/км²                 | Плотность населения, чел/км²                 | 1,71   |
| Население микрорегиона в % к населению штата | Население микрорегиона в % к населению штата | Население микрорегиона в % к населению штата | Население микрорегиона в % к населению штата | 1,40   |

## Статистика
- Валовой внутренний продукт на 2003 год составляет 102 502 122,00 реалов (данные: Бразильский институт географии и статистики).
- Валовой внутренний продукт на душу населения на 2003 год составляет 2685,52 реалов (данные: Бразильский институт географии и статистики).
- Индекс развития человеческого потенциала на 2000 год составляет 0,615 (данные: Программа развития ООН).

## Состав микрорегиона
В состав микрорегиона включены следующие муниципалитеты:
1. Байша-Гранди-ду-Рибейру
2. Рибейру-Гонсалвис
3. Санта-Филомена
4. Урусуи